# Operação Blackout
Operação Blackout foi uma operação policial brasileira deflagrada pela Polícia Federal, em 23 de fevereiro de 2017, que representou a 38ª fase da Operação Lava Jato.
Foram expedidos 15 mandados de busca e apreensão e dois de prisão preventiva.
Os alvos são os lobistas Jorge Luz e Bruno Luz, pai e filho respectivamente, que foram presos em Miami, nos Estados Unidos, no dia 25 de fevereiro, dois dias após a operação. Jorge Luz e Bruno Luz são apontados pela Polícia Federal e pelo Ministério Público Federal (MPF) como operadores financeiros ligados ao PMDB no esquema de corrupção e desvio de dinheiro dentro da Petrobras.